# Lake Rolleston
Der Lake Rolleston ist ein See im Nordwesten des australischen Bundesstaates Tasmanien, ca. 22 km südsüdöstlich von Rosebery und ca. 18 km nordnordöstlich Queenstown. 
Der See, der in der Tyndall Range westlich des Cradle-Mountain-Lake-St.-Clair-Nationalparks liegt, wird vom Anthony River durchflossen.